# 전쟁 명분
전쟁 명분(casus belli)은 라틴어에서 전쟁의 정당화 이유를 의미하는 국제법 상의 용어이다. 이 말은 일반적으로 참전 명분(casus foerderis) 과는 구별된다. 전쟁 명분은 상대국에 대한 직접적인 공격 혹은 협박을 할 때 사용하며, 참전 명분은 군사 동맹에 대한 공격이나 협박에 대한 보복이다.

## 같이 보기
- 위장술책 작전
- 현황